# Franco IV e Franco I
e il vento poco a poco

se l'è portato via con sé...»
(Da Ho scritto t'amo sulla sabbia)
Franco IV e Franco I erano un duo beat, composto da Francesco Romano e Francesco Calabrese. Il loro brano di maggior successo fu Ho scritto t'amo sulla sabbia.

## Storia
Francesco Romano (nato a Napoli il 26 luglio 1946) conobbe Francesco Calabrese (anche lui napoletano, nato il 10 marzo 1943) durante una vacanza a Ischia nell'estate del 1966. Fanno parte di un gruppo di ragazzi dei quali otto si chiamano Franco e, pertanto, una loro amica francese li numera per distinguerli: Calabrese è Franco I e Romano Franco IV. Questo aneddoto fornirà in seguito alla casa discografica lo spunto per il loro nome d'arte.
I due hanno avuto esperienze in vari gruppi, Calabrese ha anche suonato spesso nei locali frequentati dai militari americani; sono entrambi amanti delle sonorità d'oltreoceano, di Bob Dylan e Simon & Garfunkel, per cui iniziano a suonare insieme e a comporre canzoni, apprezzate dagli amici che li spingono a provare a cercare una casa discografica. Provano quindi prima a Roma e poi a Milano, e riescono in breve tempo a firmare un contratto con la Style, casa discografica gestita da Gino Mescoli, musicista autore tra le tante canzoni di Amore scusami per John Foster. I primi 45 giri risentono molto dell'influenza delle sonorità beat; Romano e Calabrese sono anche autori delle canzoni ma, non essendo iscritti alla SIAE, i brani vengono firmati da Mescoli, che usa due pseudonimi, Sharade e Sonago (quest'ultimo è il cognome della moglie).
Nel 1968 partecipano a Un disco per l'estate con la canzone Ho scritto t'amo sulla sabbia che si classifica al terzo posto e qualche giorno dopo a Torino, al Le Roi, il locale registra il tutto esaurito per sentirli suonare, con molte persone che non riescono a entrare. Il brano rimane al primo posto in classifica per due settimane; in questo periodo Calabrese è militare (alla manifestazione ha suonato con una parrucca imposta dalla casa discografica per nascondere il taglio dei capelli), quindi il successo non viene coltivato come si dovrebbe.
L'anno successivo ritornano a Un disco per l'estate con Sole, che riscuote un buon successo. I dischi successivi si spostano progressivamente verso un genere più melodico, e segnano anche un deciso calo di vendite. Nel 1970 partecipano nuovamente a Un disco per l'estate con Tu bambina mia, ma non riescono ad arrivare in finale.
Cambiano quindi casa discografica passando, nel 1971, alla Fonit Cetra, ma dopo un altro 45 giri, Gipsy Madonna, con cui partecipano a Un disco per l'estate, il duo si scioglie poiché Romano preferisce abbandonare la musica per dedicarsi alla professione di docente e specialista in fisica sanitaria; la cosa ha anche strascichi legali, per la rottura del contratto con la casa discografica, e rovina i rapporti tra i due cantanti.
Francesco Calabrese prosegue l'attività, avvicinandosi ancora di più al genere melodico; il suo disco più noto è Incredibile voglia di te, scritta da Mimmo di Francia e incisa anche da Peppino di Capri, e continuò a esibirsi in concerto usando il nome comune Franco I e Franco IV; si esibì anche insieme a un giovane molto somigliante a Franco Romano, il chitarrista Carlo Manguso, oltre a Tommaso Sole, Franco Cantelmo e Raimondo Genovese.

## Discografia
Album in studio
- 1968 - Franco IV e Franco I (Style, STMS 8067)
- 1970 - Franco IV e Franco I (Style, STMS 8068)

Singoli
- 1966 - Una storia vera/La quinta (Style, stms 666)
- 1967 - Odio me/Viry (Style, stms 669)
- 1968 - Ho scritto t'amo sulla sabbia/Silvia (Style, stms 674)
- 1968 - Io vado via/Senza una lira in tasca (Style, stms 682)
- 1969 - Gloria in excelsis deo/7 ottobre (Style, stms 687)
- 1969 - Sole/Due parole d'amore (Style, stms 690)
- 1969 - Se ogni sera prima di dormire/Sei di un altro (Style, stms 700)
- 1970 - Oggi è nato il Redentor/Sei di un altro (Style, stms 708)
- 1970 - La zia/Che ti dirà mai (Style, stms 711)
- 1970 - Tu bambina mia/La mia ragazza (Style, stms 715)
- 1970 - Appuntamento ore 9/Ieri a quest'ora (Style, stms 722)
- 1970 - Gloria in excelsis/Oggi è nato il Redentor (Edizioni Paoline, EP SN 4545)
- 1971 - Gipsy Madonna/L'ultima spiaggia (Fonit Cetra, sp 1451)

EP
- 1968 - Ho scritto t'amo sulla sabbia/Odio me/La quinta/Silvia (Style, BEP 596; pubblicato in Israele)

Partecipazioni
- 1968 - Noël Noël (Edizioni Paoline, NOËL 3001, LP)
- 1969 - Noël 2 (Edizioni Paoline, NOËL 3002, LP)